# Osmia aeruginosa
Osmia aeruginosa là một loài Hymenoptera trong họ Megachilidae. Loài này được Warncke mô tả khoa học năm 1988.